# Eugen Korda
Eugen Korda (* 27. října 1949, Bratislava) je slovenský novinář a reportér, známý z televize Nova, STV, z internetové televize deníku SME a časopisu .týždeň.

## Život
Vystudoval dramaturgii na FAMU v Praze. Krátce pracoval ve federální televizi, poté byl ze Slovenské televize pro své pro-československé postoje vyhozen.
Deset let byl jediným zahraničním reportérem zpráv české televize Nova. Ta za dob vlády Vladimíra Mečiara nebyla závislá od politických tlaků, a proto se i díky Kordovým reportážím stala jedním z mála na Slovensku dostupných elektronických médií, která byla kritická k Mečiarově vládě. Korda se kvůli tomu stal obětí sledování a zastrašování Slovenské informační služby.
Později tři roky vedl a uváděl investigativní pořad STV Reportéři, odkud po výměně vlády a neshodách s politickým kandidátem Radimem Hrehou odešel. Začal působit jako šéf televizního zpravodajství internetové televize deníku SME. V roce 2012 kandidoval ve volbách na kandidátce strany Obyčejní lidé a nezávislé osobnosti. Z kandidátky však později pro rozpor s lídrem strany Igorem Matovičem spolu s několika dalšími kandidáty odstoupil.
V současnosti působí jako videoreportér v redakci časopisu .týždeň.